# 元菊町
元菊町（もとぎくちょう）は、石川県金沢市の地名。丁目を持たない単独町名であり、全域で住居表示実施済み。

## 地理
- 中橋町の中間に位置している。

## 世帯数と人口
2022年（令和4年）8月1日現在の世帯数と人口は以下のとおりである。
| 町丁   | 世帯数  | 人口  |
| ------ | ------- | ----- |
| 元菊町 | 445世帯 | 728人 |

## 小・中学校の学区
市立小・中学校に通う場合、学区は以下のとおりとなる。
| 番・番地等                                                                          | 小学校               | 中学校             |
| ----------------------------------------------------------------------------------- | -------------------- | ------------------ |
| 1番～5番、6番6号～6番15号、10番6号～10番14号、11番1号～11番4号、11番21号、11番22号  | 金沢市立中央小学校   | 金沢市立長町中学校 |
| 6番1号～6番5号、6番16号～10番5号、10番15号～10番24号、11番5号～11番20号、12番～25番 | 金沢市立長田町小学校 | 金沢市立長田中学校 |

## 交通

### 鉄道
町内に鉄道駅はない。

### バス
- 北鉄バス（北陸鉄道・北鉄金沢バス）黒田線・平和町線　元菊町バス停

### 道路
- 石川県道196号上安原昭和町線

## 施設
- 金沢春日ケアセンター